# マルボシ酢
マルボシ酢株式会社（マルボシす）は、福岡県田川郡川崎町に本社を置く、食酢をはじめとする調味料を製造販売する企業。

## 沿革
- 1927年（昭和2年） - 創業。
- 1966年（昭和41年） - 会社設立。
- 2013年（平成25年） - 一般財団法人マルボシ酢・アスキー食品技術研究所（現・一般財団法人M&A食品技術研究所）を設立[1]。

## 主な商品
- 穀物酢
- 米酢
- ポン酢
- 酒みりん
- 料理酒
- 黒酢 - 九州玄米黒酢[2]

ほか

## 関連会社・法人
- 株式会社アスキー（柑橘果汁・加工品・調味料の製造販売） - かつて存在した出版・サービス業の「株式会社アスキー」とは別会社
- 一般財団法人M&A食品技術研究所（各種分析の委託業務・関連会社の分析業務）

## 提供番組
- マルボシ酢・アスキー presents HAKATA SOUND FLY（KBCラジオ）